# هازجة منتعلة

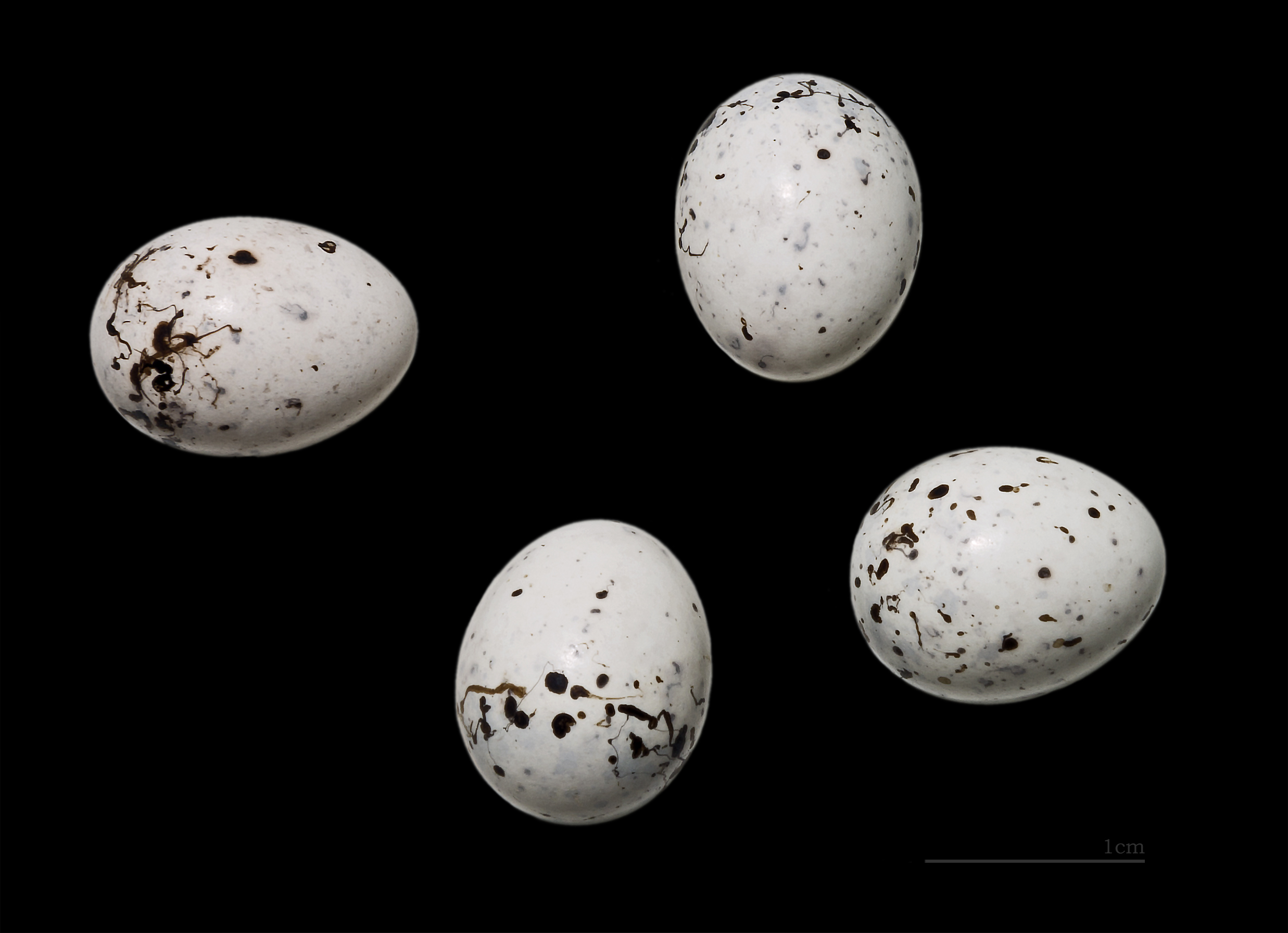
Iduna caligata

هازجة منتعلة (الاسم العلمي: Hippolais caligata) (بالإنجليزية: Booted Warbler)‏، هو طائر ينتمي إلى (فصيلة: Acrocephalidae).